# François-Alexandre Aubert de La Chenaye-Desbois
François-Alexandre Aubert de La Chenaye-Desbois oder des Bois (* 17. Juni 1699, Ernée; † 29. Februar 1784 Paris) war ein französischer Schriftsteller und Kompilator.

## Leben
Sein Vater Pierre war receveur de traites der Gemeinde Ernée. Über seine Kindheit ist nichts bekannt.
Nachdem er eine religiöse Ausbildung erhalten hatte, trat er unter dem Namen Athanase in einen Franziskaner-Konvent in Évreux ein, aus dem er Jahre später entfloh: „Es gibt irgendwo Mönche, die wirklich brave Bürger sind; ich gestehe, dass sie sehr selten sind.“.
Er ging in die Niederlande, wo sein vermutlich erstes Werk gedruckt wurde: Als Antwort auf die in philosophischen Kreisen sehr erfolgreichen  Lettres juives  (Jüdischen Briefe) von Jean-Baptiste de Boyer, Marquis d’Argens (1736) verfasste er Correspondance historique, philosophique et critique pour servir de réponse aux Lettres juives (Den Haag 1736/37), das in fortgesetzten Lieferungen (zwei Teile pro Woche) erschien und am Ende drei Bände umfasste.
Er kehrte offenbar nach Paris zurück, wo 1740 L'astrologue dans le puits, à l'auteur de la nouvelle astronomie du Parnasse verlegt wurde, das sich gegen La Nouvelle Astronomie des Chevalier de Neufville-Montador richtete.
1742 heiratete er eine Frau aus der Familie Picquenot de La Croix. Wegen seiner Flucht aus dem Kloster wurde er ins Gefängnis Saint-Lazare in Paris gesteckt, seine Frau konnte nur Kontakt mit ihm halten, indem sie sich als seine Schwester ausgab.
1747 wurde er auf Betreiben seiner Gegner (u. a. Nicolas René Berryer) nach Amsterdam exiliert, wohin ihm seine Frau nicht folgen durfte. Bereits 1750 war er nach Paris zurückgekehrt, wo sein Dictionnaire des aliments, vins et liqueurs veröffentlicht wurde, das erste einer Reihe von Nachschlagewerken und Almanachen aus diversen Gebieten, z. B. Genealogie und Adelskalender, Militärwesen, Biologie, Haus- und Landwirtschaft etc.
Er starb verarmt 1784 in Paris in der Rue Saint-André des Arts.

## Werke
- Correspondance historique, philosophique et critique pour servir de réponse aux Lettres juives; Den Haag, Van Dole, 1737–1738, 3 Bände.
- Lettre à Mme la Comtesse D… pour servir de supplément à l'amusement philosophique sur le langage des bêtes du Père Bougeant; 1739.
- L'astrologue dans le puits, à l'auteur de la nouvelle astronomie du Parnasse; Paris, 1740
- Lettres amusantes et critiques sur les romans en général, anglais et français, tant anciens que modernes; Paris : Gissey, 1743.
- Lettre à M. le marquis de… sur le mérope de M. de Voltaire; 1743 (auch: Lettre sur la Mérope de Voltaire et celle de Muffei)
- Le Parfait Cocher ou l'art d'entretenir et de conduire un équipage à Paris et en campagne avec une instruction aux cochers sur les chevaux de carrosse et une connaissance abrégée des principales maladies auxquelles les chevaux sont sujets, (par le duc de Nevers), 2. Ausgabe; Paris, Mérigot, 1744
- Lettres critiques avec des songes moraux, sur les songes philosophiques de l'auteur des Lettres Juives; Amsterdam, 1745
- Dictionnaire militaire ou recueil alphabétique de tous les termes propres à la guerre sur ce qui regarde la tactique, le génie, l'artillerie, la subsistance des troupes, la marine; Paris, David et Gosey, 1745–1746, 3 Bände, 2 Supplementbände, Paris, 1759
- Lettres Hollandaises ou les mœurs des Hollandais; Amsterdam, 1747
- Dictionnaire des aliments, vins et liqueurs; Paris, 1750
- Dictionnaire universel d’agriculture et de jardinage, de fauconnerie, chasse, pêche, cuisine et manège, en deux parties : La première, enseignant la maniere de faire valoir toutes sortes de Terres, Prés, Vignes, Bois ; de cultiver les Jardins potagers, fruitiers, à fleurs, & d’ornement ; de nourrir, élever, & gouverner les Bestiaux & la Volaille ; avec une explication des Plantes, Arbrisseaux, Arbustes, & Arbres qui croissent en Europe. La seconde, donnant des règles pour la Volerie, la Chasse & la Pêche, & des remedes pour les Oiseaux de Fauconnerie, les Chevaux, & les Chiens de chasse dans leurs maladies; Paris, David le Jeune, 1751, 2 Bände
- Éléments de l'art militaire par Nicolas d'Héricourt; 1752–1758, 6 Bände.
- Almanach des corps des marchands et des communautés du royaume; Paris, N.-B. Duchesne, 1753-(Folgeausgaben zum Teil mit anderen Titeln)
- Ordre naturel des Oursins de mer et fossile avec des observations sur les piquants des Oursins de mer et quelques remarques sur les belemnites ; Übersetzung des Werks von Jacob Theodor Klein, Paris, Bauche, 1754.
- Doutes ou observations de Th. Klein sur le système de Linnoeurs, avec des remarques sur les crustacés, sur les animaux qui ruminent et sur la vie de l'homme comparée avec celle des animaux; Übersetzung des Werks von Jacob Theodor Klein, Paris, Bauche, 1754
- Système naturel du règne animal par classes, familles, ordres, etc,; Paris, Bauche, 1754, 2 Bände
- Étrennes militaires; 1755–1759[5]
- Dictionnaires importants sur la Noblesse, 1. Ausgabe, (1757–1765), 7 Bände, davon 4 als Supplement. Das Werk trägt den Titel Dictionnaire généalogique, héraldique, chronologique et historique, contenant l'origine et l'état actuel des premières maisons de France, des maisons souveraines et principales de l'Europe ; les noms des provinces, villes, terres, … érigées en principautés, duchés, marquisats, comtés, vicomtés et baronneries ; les maisons éteintes qui les ont possédées, celles qui par héritage, alliance ou achat ou donation du souverain les possèdent aujourd'hui, les familles nobles du royaume et les noms et les armes dont les généalogies n'ont pas été publiés par M. D.L.C.D.B. (d. h. de La Chenaye des Bois); Paris, Duchesne, 1757. Die 2. Ausgabe (1770–1784) ist selten, da der Großteil während der Revolution vernichtet wurde; die 3. Ausgabe in 19 Bänden wurde von Schlesinger frères 1863–1866 verlegt.[6]
- Œuvres militaires dédiées au prince de Bouillon (d. h. Charles-Godefroy de La Tour d’Auvergne, duc de Bouillon); Charleville, Thézin, Paris, veuve David, 1757 (unter dem Pseudonyme Sionville).
- Dictionnaire militaire portatif contenant tous les termes propres à la guerre sur ce qui regarde la tactique, le génie, l'artillerie, la substance, la discipline des troupes et la marine; Gisey, 1758 ; 2. Ausgabe, Paris, Duchesne, 1759.
- Dictionnaire raisonné universel des animaux, ou le règne animal, consistant en quadrupèdes, cétacés, oiseaux, reptiles, poissons, insectes, vers, etc.; Paris, chez C.-J.-B. Bauche, 1759, 4 Bände. Dieses Werk enthält eine große Anzahl von Rezepturen und Arzneien, die aus Tieren, Pflanzen und Mumien hergestellt werden
- Le Calendrier des Princes et de la Noblesse de France contenant l'État actuel des maisons souveraines, princes et seigneurs de l'Europe; Paris, Veuve Duchesne, 1762ff
- Dictionnaire domestique portatif, contenant toutes les connoissances relatives à l’œconomie domestique et rurale, où l’on détaille les différentes branches de l’agriculture, la manière de soigner les chevaux, celle de nourrir et de conserver toute sorte de bestiaux, celle d’élever les abeilles, les vers-à-soie, et dans lequel on trouve les instructions nécessaires sur la chasse, la pêche, les arts, le commerce, la procédure, l’office, la cuisine…, par une Société de gens de lettres; Paris, chez Vincent, 1762–1764, 3 Bände (mit Jean Goulin und Augustin Roux) ; durchgesehene und verbesserte Ausgabe, Paris, Lottin le jeune, 1769, 3 Bände
- Calendrier des Princes et de la Noblesse de France, Paris, Duchesne, 1765, "contenant l'État actuel des Maisons Souveraines, Princes Seigneurs de l'Europe, & de la Noblesse de France par l'Auteur du Dictionnaire Généalogique, Heraldique, Historique, & Chronologique, Pour l'Année 1765".
- Étrennes de la noblesse ou État actuel des familles nobles de France et des maisons et princes souverains de l'Europe; Paris, Des ventes de la Doué, 1772–1780.
- Dictionnaire historique des mœurs, usages et coutumes des Français, contenant aussi les établissements, fondations, époques, progrès dans les sciences et dans les arts et les faits les plus remarquables arrivés et intéressants depuis l'origine de la monarchie jusqu'à nos jours; Paris, Vincent, 1767, 3 Bände
- Dictionnaire historique des antiquités, curiosités et singularités des villes, bourgs et bourgades de France; 1769, 3 Bände
- État de la Noblesse, Année 1781; Paris, Onfroy, Lamy, 1781.